# هاتادو ساکو
هاتادو ساکو (انگلیسی: Hatadou Sako؛ زادهٔ ۲۱ اکتبر ۱۹۹۵) بازیکن هندبال زن سنگالی‌تبار اهل فرانسه است.
از باشگاه‌هایی که در آن بازی کرده است می‌توان به باشگاه هندبال دیوری ای‌تی‌او اشاره کرد.